# 鸟吻类
鸟吻类（学名：Averostra）是一个包含有着上颌骨窗孔的兽脚亚目恐龙的一个演化支，即在上颌骨的前外侧有构成上颌骨一个额外的开口。

## 定义
鸟吻类于2002年被格雷戈里·斯科特·保罗提出。刚开始保罗把这个演化支定义为包含了驰龙科和其他有上颌骨窗孔的新兽脚类（也包含了其祖先）的衍征为基础的演化支。之后，马丁·埃斯库拉和吉尔·库尼在2007年重新定义为：包含了角鼻角鼻龙、脆弱异特龙以及它们的最近共同祖先和后代的节点演化支。